# 高島平駅

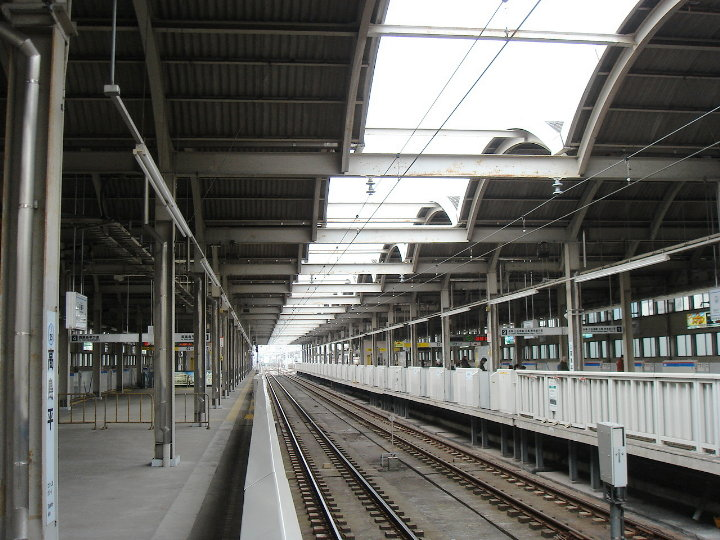
ホーム（2007年2月17日）

高島平駅（たかしまだいらえき）は、東京都板橋区高島平八丁目にある、東京都交通局（都営地下鉄）三田線の駅である。駅番号はI 25。

## 歴史
- 1968年（昭和43年）12月27日：都営地下鉄6号線開業に伴い志村駅（しむらえき）として開業[1]。
当時の駅の所在地は「板橋区四葉町」で、赤塚地区（旧・赤塚村）の中にあったために地元住民から「駅がある所は“志村”じゃない」「ふさわしくない」という異論が噴出した[3]。
- 1969年（昭和44年）8月1日：駅名を高島平駅に改称[1]。
同年3月1日の住居表示実施により、駅周辺に「高島平」の町名が新しく定められた。
- 1976年（昭和51年）5月6日：当駅 - 西高島平間開業により中間駅となる[1]。
- 1978年（昭和53年）7月1日：6号線を三田線に改称[1]。
- 1999年（平成11年）3月29日：3番線にて可動式ホーム柵の試験が開始される。
- 2007年（平成19年）3月18日：ICカード「PASMO」の利用が可能となる[4]。
- 2016年（平成28年）
  - 3月18日：ホーム上の待合室を使用開始[5]。
  - 4月1日：巣鴨駅務管理所高島平駅務区から巣鴨駅務管区高島平駅務区に改称。志村坂上駅が巣鴨駅務区から移管される。
- 2019年（令和元年）
  - 6月18日：2・3番線のホームドアを稼働停止[6]。
  - 7月16日：1・4番線のホームドアを稼働停止[6]。
  - 9月7日：2・3番線でホームドアの稼働を再開[6]。
  - 9月18日：1・4番線でホームドアの稼働を再開[6]。

## 駅構造
島式ホーム2面4線を有する高架駅でエレベーターがある。エスカレーターは目黒方面ホームのみ設置。朝夕のラッシュ時以外は基本的に1・4番線を使用する。駅の西台寄りで、三田線の車両基地である志村車両検修場への入出庫線が接続している。
隣の新高島平駅までは直線で、あまり離れていないため目視できる。逆に新高島平駅から高島平駅を見ると、高島平駅の引き上げ線がすぐの所にある。
開業当初から西高島平延伸前は、2・3番線のみ（行き止まり式）を使用しており、1・4番線は使用されずレールも敷設されていなかった。これは三田線の開業当初、東武鉄道東上線との乗り入れ計画があり、1・4番線は東上線との直通列車が使用することを想定していたためであった。しかし、東武鉄道側の事情から乗り入れ計画は中止となり、東武鉄道が建設する計画であった高島平 - 大和町（現・和光市）間のうち、高島平 - 西高島平間は東京都が建設を行うこととなった。
西高島平延伸開業時に、ホームを160 mから8両編成に対応した170 mに延伸、1・4番線にはレールを敷設して使用開始した。また2・3番線の先に折り返し用の引き上げ線2線が整備された。1・4番線は西高島平方面への列車が使用し、2・3番線は当駅折り返しまたは当駅から車庫に入る列車用として使用される。
巣鴨駅務管区高島平駅務区として、志村坂上駅 - 西高島平駅間の各駅を管理している。

### のりば
| 番線 | 路線       | 行先              |
| ---- | ---------- | ----------------- |
| 1・2 | 都営三田線 | 目黒・ 東急線方面 |
| 3・4 | 都営三田線 | 西高島平方面      |

（出典：都営地下鉄:駅構内図）
2番線は回送電車や当駅始発の三田・目黒方面行き、西高島平からの高島平止まりの電車が、3番線は回送電車や目黒・三田方面からの高島平止まりの電車が停車する。現在、3番線から発車する営業列車は存在しない。

## 利用状況
2023年（令和5年）度の1日平均乗降人員は26,750人（乗車人員：13,419人、降車人員：13,331人）である。
近年の1日平均乗降・乗車人員の推移は下表の通り。

### 平成
| 年度               | 1日平均 乗降人員 | 1日平均 乗車人員 | 出典     |
| ------------------ | ---------------- | ---------------- | -------- |
| 1990年（平成02年） |                  | 19,715           | [ * 1 ]  |
| 1991年（平成03年） |                  | 20,240           | [ * 2 ]  |
| 1992年（平成04年） |                  | 20,252           | [ * 3 ]  |
| 1993年（平成05年） |                  | 20,159           | [ * 4 ]  |
| 1994年（平成06年） |                  | 20,036           | [ * 5 ]  |
| 1995年（平成07年） |                  | 19,161           | [ * 6 ]  |
| 1996年（平成08年） |                  | 16,227           | [ * 7 ]  |
| 1997年（平成09年） |                  | 18,726           | [ * 8 ]  |
| 1998年（平成10年） |                  | 18,247           | [ * 9 ]  |
| 1999年（平成11年） |                  | 17,719           | [ * 10 ] |
| 2000年（平成12年） |                  | 17,101           | [ * 11 ] |
| 2001年（平成13年） |                  | 16,773           | [ * 12 ] |
| 2002年（平成14年） |                  | 16,666           | [ * 13 ] |
| 2003年（平成15年） | 32,208           | 16,367           | [ * 14 ] |
| 2004年（平成16年） | 31,651           | 16,043           | [ * 15 ] |
| 2005年（平成17年） | 31,138           | 15,772           | [ * 16 ] |
| 2006年（平成18年） | 31,170           | 15,767           | [ * 17 ] |
| 2007年（平成19年） | 31,587           | 15,967           | [ * 18 ] |
| 2008年（平成20年） | 31,397           | 15,864           | [ * 19 ] |
| 2009年（平成21年） | 30,528           | 15,438           | [ * 20 ] |
| 2010年（平成22年） | 29,978           | 15,139           | [ * 21 ] |
| 2011年（平成23年） | 28,767           | 14,534           | [ * 22 ] |
| 2012年（平成24年） | 29,094           | 14,697           | [ * 23 ] |
| 2013年（平成25年） | 29,319           | 14,803           | [ * 24 ] |
| 2014年（平成26年） | 29,075           | 14,666           | [ * 25 ] |
| 2015年（平成27年） | 29,373           | 14,805           | [ * 26 ] |
| 2016年（平成28年） | 30,075           | 15,142           | [ * 27 ] |
| 2017年（平成29年） | 30,582           | 15,380           | [ * 28 ] |
| 2018年（平成30年） | 30,767           | 15,456           | [ * 29 ] |

### 令和
| 年度               | 1日平均 乗降人員 | 1日平均 乗車人員 | 出典     | 出典       |
| 年度               | 1日平均 乗降人員 | 1日平均 乗車人員 | 東京都   | 交通局     |
| ------------------ | ---------------- | ---------------- | -------- | ---------- |
| 2019年（令和元年） | 30,651           | 15,392           | [ * 30 ] | [ 都交 2 ] |
| 2020年（令和02年） | 24,025           | 12,078           |          | [ 都交 3 ] |
| 2021年（令和03年） | 24,189           | 12,158           |          | [ 都交 4 ] |
| 2022年（令和04年） | 25,179           | 12,643           |          | [ 都交 5 ] |
| 2023年（令和05年） | 26,750           | 13,419           |          | [ 都交 1 ] |

## 駅周辺

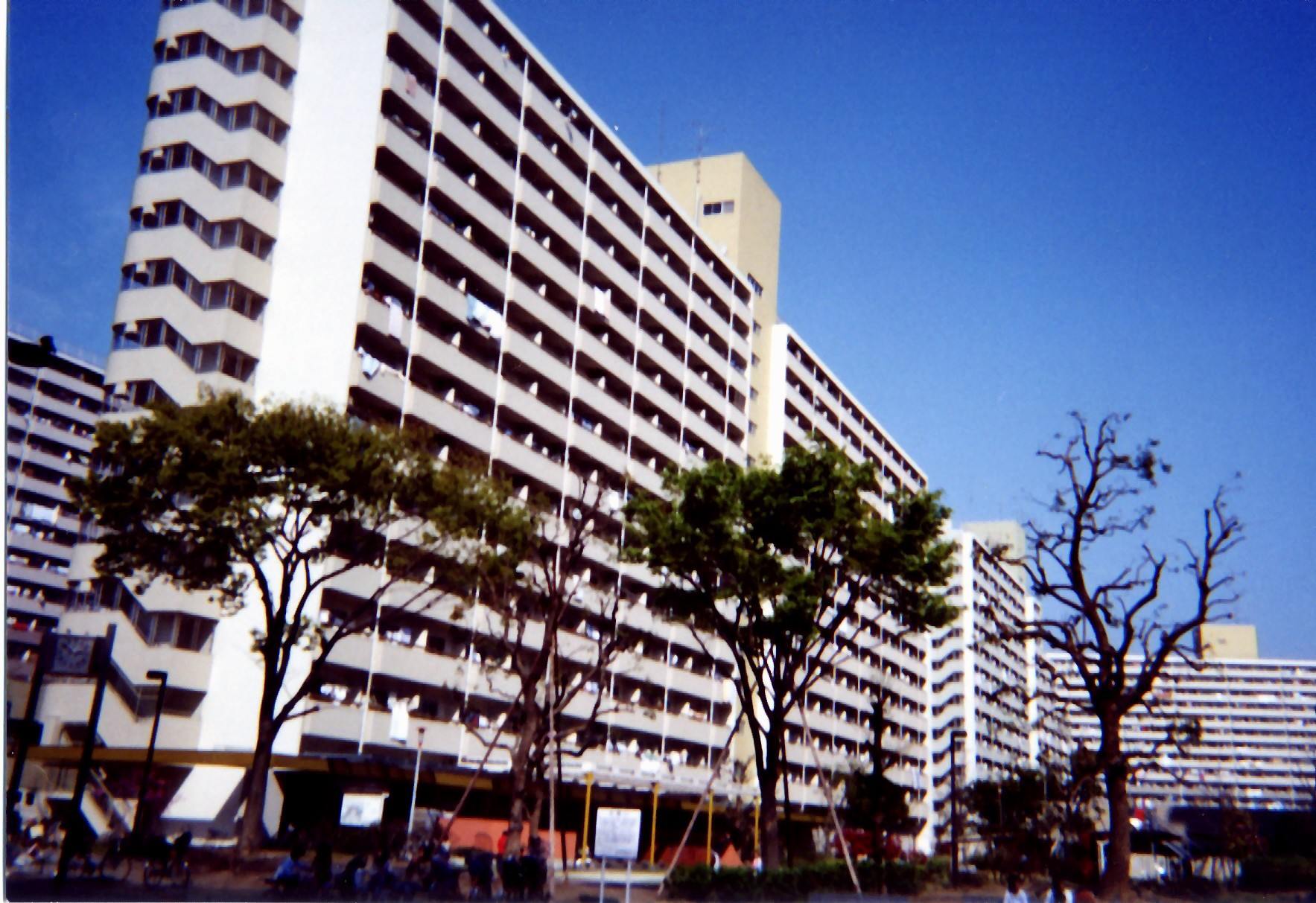
高島平団地

### 東口

#### 南側
- UR都市機構 高島平団地（2-26・2-27・2-28・2-29・2-30・2-32・2-33街区）
- 高島平緑地公園

#### 北側
- 東京都交通局 志村車両検修場
- 国際興業バス 高島平操車場
- 板橋清掃工場
  - 板橋区立熱帯環境植物館
  - 板橋区立高島平温水プール
- 新河岸川
  - 東京都下水道局 新河岸水再生センター
  - 新河岸陸上競技場
- メトロ・エム高島平（メトロプロパティーズが運営するショッピングセンター）[16]
  - 高島平とうきゅう
  - ダイソー
  - えびすだこ
  - DCM

### 西口

#### 南側
- UR都市機構 高島平団地（2-33・3-11街区）
  - 東武ストア 高島平店
    - クリエイトS・D 高島平店
- 板橋区立高島平図書館
- 板橋区役所高島平区民事務所
- 高島平警察署
- 板橋西郵便局（ゆうちょ銀行板橋店を併設）
- 板橋区医師会病院
- 赤塚公園

#### 北側
- 徳丸ヶ原公園

### バス
最寄停留所は、駅西口付近および高島通り上にある高島平駅となる。以下の路線が乗り入れ、国際興業により運行されている。
- 下赤03系統：高島平操車場行、下赤塚循環[17]
- 高01系統：高島平操車場行、西高島平駅経由成増駅北口行[17]
- 高02系統：浮間舟渡駅行[17]
- 増17系統：高島平操車場行、赤塚四丁目経由成増駅北口行[17]
- 池21系統：池袋駅西口行[17]
- 東練01系統：浮間舟渡駅行、東武練馬駅行[17]
- 東練01-2系統：東武練馬駅行[17]

## 隣の駅
東京都交通局（都営地下鉄）
 都営三田線
西台駅 (I 24) - 高島平駅 (I 25) - 新高島平駅 (I 26)